# Donaustadion
A Donaustadion é um estádio de futebol, pertencente à cidade de Ulm, na Alemanha, tem capacidade 19.500 e pertence ao SSV Ulm 1846.
Em 1999, um novo estádio foi construído, enchendo a última lacuna aberta da terra em forma ex- ferradura. Este caso todo assento foi o primeiro não fumante ficar dentro de um campo de futebol profissional na Alemanha.